# Премія Бруно Бюргеля
Премія Бруно Бюргеля (нім. Bruno-H.-Bürgel-Preis) — премія, присуджувана Німецьким астрономічним товариством через нерегулярні проміжки часу за популяризацію астрономії. Премія названа на честь наукового журналіста Бруно Бюргеля, який зробив великий внесок у поширення астрономічних знань у першій половині XX сторіччя.

## Лауреати
- 1983: Карл Шайферс[de], Гайдельберг
- 1986: Йоахім Геррманн[de], Реклінггаузен
- 1989: Герман Муке[de], Відень
- 1992: Рудольф Кіппенхан, Геттінген
- 1994: Йоганн Доршнер[de] і Йоахім Гюртлер, Єна
- 1997: Даніель Фішер[de], Кенігсвінтер
- 2001: Ганс Якоб Штауде[d], Гайдельберг
- 2004: Антонін Рюкл, Прага
- 2009: Гаральд Леш[de], Мюнхен
- 2012: Герман-Майкл Ган[de], Кельн
- 2014: Ульріх Бастіан[d], Гайдельберг
- 2017: Ганс-Ульріх Келлер[de], Штутгарт
- 2019: Йоганнес Файцінгер[de], Бохум, і Дітер Геррманн[de], Берлін
- 2021: Уве Райхерт[de], Шветцінген
- 2024: Дірк Лоренцен[de], Гамбург[1]